# Ron Welty
Ronald Welty, mais conhecido como Ron Welty (Long Beach, 1 de fevereiro de 1971),[carece de fontes?] é um baterista estadunidense. Ele entrou na banda californiana The Offspring em julho de 1987 com apenas 16 anos, substituindo o então baterista James Lilja. Dezesseis anos depois, em março de 2003, Ron deixou a banda The Offspring para se tornar um membro permanente do Steady Ground.

## Kit de bateria
- 18x22" Bass Drum
- 5.5x14" Bronze Snare Drum
- 9x12" Rack Tom
- 10x13" Rack Tom
- 16x16" Floor Tom
- 5" Cowbell
- 8" Cowbell
- 14" A New Beat Hi-Hats
- 18" A Medium Thin Crash
- 18" A Medium Crash
- 20" A Ping Ride
- 20" A China Boy High
- Tama Hardware
- DW Delta 5000 Bass pedal
- Remo Emperor Ambassador Batter Tops
- Remo Ambassador Bottoms
- Zildjian Vinnie Colaiuta Artist series Drumsticks